# Man with a Mission
Man with a Mission – Eigenschreibweise MAN WITH A MISSION, gekürzt MWAM – ist eine im Jahr 2010 gegründete Alternative-Rock-Band aus Shibuya.
Die Gruppe spielte bereits mehrere Konzertreisen in den Vereinigten Staaten und Europa, wobei die Gruppe mit verschiedensten Größen der Rockmusik wie etwa Rise Against, Zebrahead, MxPx, Stone Sour, Hoobastank und Jimmy Eat World zu sehen waren.
Bisher veröffentlichte die Band sieben Studioalben, fünf Kompilationen, zehn EPs, sieben Live-DVDs, sowie zahlreiche Singles, die vor allem in Japan äußerst erfolgreich waren und teilweise mit Gold bzw. Platin ausgezeichnet wurden. In den Jahren 2013, 2014 und 2015 erhielt die Gruppe jeweils eine Nominierung bei den MTV Video Music Awards Japan.
Mehrere Lieder der Gruppe wurden als Vor- bzw. Abspannmusik zu verschiedenen Anime-Fernsehserien verwendet. Ihr Lied Fly Again ist die Stadionhymne der japanischen Basketball-Mannschaft Akita Northern Happinets.

## Geschichte

### Musikalische Anfänge und erste Alben
Die Gruppe wurde im Jahr 2010 in Shibuya, einem Stadtteil der japanischen Hauptstadt Tokio gegründet und besteht seit ihrer Gründung aus den Sängern Tokyo Tanaka und Jean-Ken Johnny, der auch als Gitarrist fungiert, dem Bassist Kamikaze Boy, DJ Santa Monica und Schlagzeuger Spear Rib. Erste Auftritte absolvierte die Gruppe bereits im Gründungsjahr im Raum Shibuya, ehe sie Ende 2010 ihre ersten Konzerte in den Vereinigten Staaten absolvierte, die aus eigener Tasche finanziert und in verschiedensten Nachtclubs in Los Angeles gespielt wurden. Am 3. November 2010 erschien mit Welcome to the New World die erste EP der Gruppe, die in ausgewählten Plattenläden verkauft wurde. Diese erreichte später eine Notierung in den japanischen Albumcharts von Oricon.
Im März des Jahres 2011 tourte die Band durch 13 Städte in Japan. Anfang Juni erschien das nach der Band benannte Debütalbum. Es erreichte mit Platz 28 seine Höchstposition in den japanischen Charts und wurde zwischenzeitlich mit einer Goldenen Schallplatte ausgezeichnet. Im August gleichen Jahres eröffnete die Gruppe das Super Sonic Festival in Tokio vor rund 10.000 Zuschauern. Am 5. Oktober erschien die EP Trick or Treat, welches sowohl eigene Lieder als auch verschiedene Coverstücke, darunter eine Neuinterpretation von Smells Like Teen Spirit der Grunge-Ikonen Nirvana enthält. Die Mitglieder der Band waren neben One Ok Rock und Scoobie Do Teil der Posterkampagne No Music, No Life? von Tower Records, die im September des Jahres 2011 startete.
Am 4. April 2012 erschien mit Distance eine Single, die als musikalischer Einspieler für den Monat des Musiksenders Music Ru TV, der von TV Asahi gestartet wurde. Die Single erreichte Platz sechs der Singlecharts und verblieb insgesamt 15 Wochen in der Verkaufsrangliste. Mitte Juli erschien mit Mash Up the World. Außerdem wurde die Gruppe zur Japan Expo nach Paris eingeladen, die am 5. Juli stattfand. Die Band spielte vor 5.000 Besuchern ihr erstes Konzert in Europa. Mit der Rockband Cash Cash spielten Man with a Mission eine Tournee durch die Vereinigten Staaten. Im September gleichen Jahres spielte die Band gemeinsam mit Enter Shikari. Im November spielte die Gruppe eine weitere Tournee durch Japan.

### Tales of PureflyundThe World’s on Fire
Im Februar 2013 erschien mit Emotions eine weitere Single, die als Titellied für die Realfilm-Umsetzung der Mangareihe Hentai Kamen genutzt wurde. Die darauf veröffentlichte Single, Database, wurde als musikalischer Einspieler der Anime-Fernsehserie Log Horizon verwendet. Mit Wake Myself Again steuerten Man with a Mission Titellied zum Realfilm Judge bei, der den gleichnamigen Manga adaptiert. Charaktermodelle der Bandmitglieder wurden in der japanischen Version des Videospiels Pro Evolution Soccer 2015 hinzugefügt. Außerdem ist die Band mit dem Lied Higher im Soundtrack des Spiels vertreten. Für einen Werbespot zum Film Crows Explode, welcher auf dem Manga Crows basiert, wurde das Lied Whatever You Had Said Was Everything der Band verwendet.
Am 12. März 2014 erschien mit Tales of Purefly das inzwischen dritte Studioalbum der Band. Für die Lieder Emotions und Database wurde die Band in den Jahren 2013 und 2014 für einen MTV Video Music Award Japan nominiert.
Im Jahr 2015 steuerte die Gruppe mit The Seven Deadly Sins die Titelmusik zur gleichnamigen Anime-Fernsehserie bei. Gemeinsam mit der US-amerikanischen Pop-Punk-Band Zebrahead nahmen Man with a Mission das Lied Out of Control auf, das als Titellied zur japanischen Version des Films Mad Max: Fury Road genutzt wurde. Für diese musikalische Zusammenarbeit wurde das Lied in der Kategorie Best Collaboration bei den MTV Video Music Awards nominiert. Die Gruppe produzierte für die Anime-Fernsehserie Mobile Suit Gundam: Iron-Blooded Orphans des Gundam-Franchises das Lied Raise Your Flag.

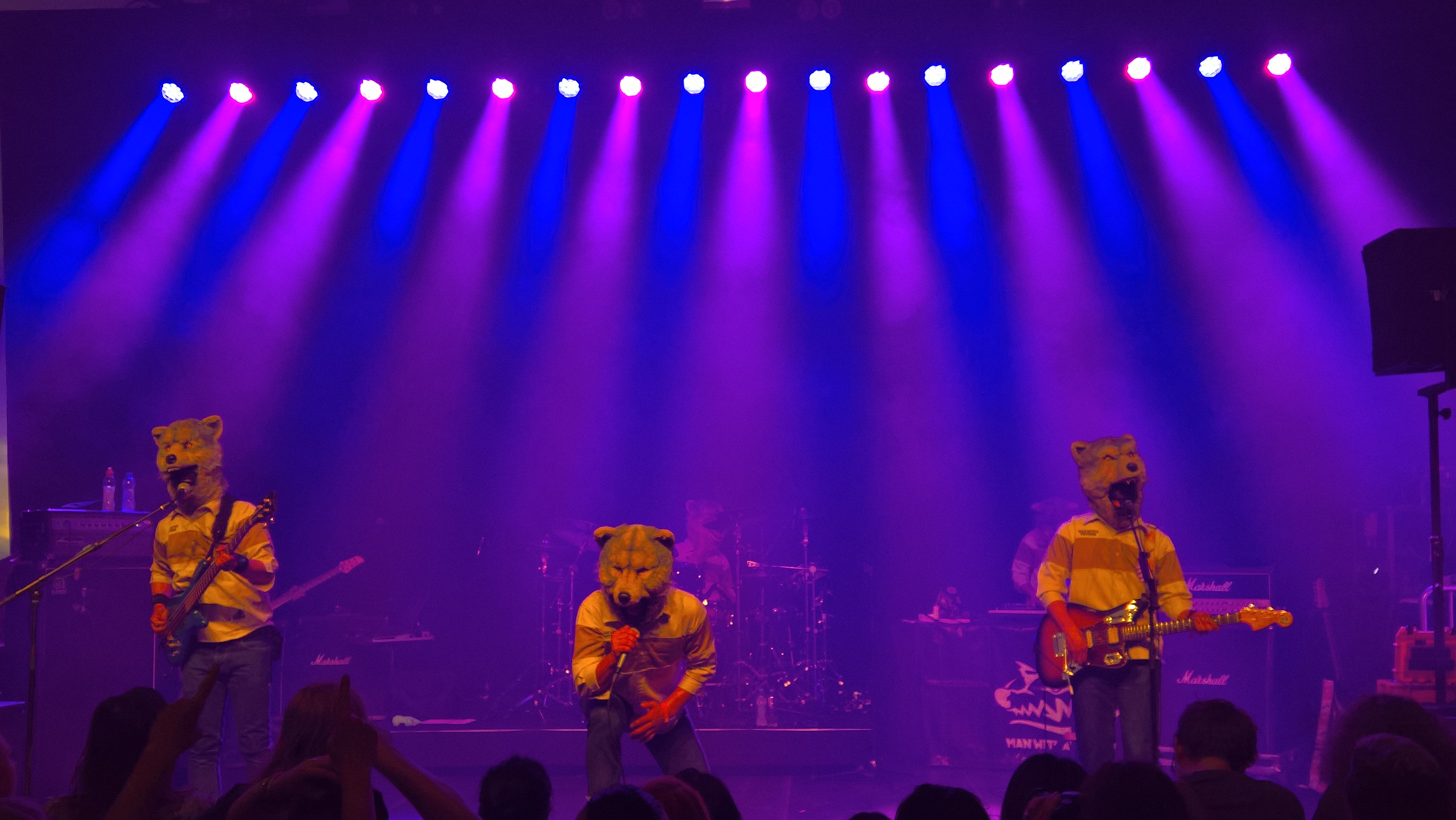
Man with a Mission treten auf dem Tuska Festival in Helsinki auf, 2016.

Im Februar 2016 veröffentlichten Man with a Mission ihr viertes Album The World’s on Fire. Das auf dem Album befindliche Lied Survivor wurde von Capcom als Titellied des Videospiels Street Fighter V ausgewählt.
In den Jahren 2014 bis 2014 spielte die Band auf mehreren Musikfestivals in Japan, darunter auf den nationalen Ablegern des Ozzfest und dem Knotfest. Zudem begleitete die Gruppe Incubus und Hoobastank auf deren Japan-Tourneen. Zudem begleitete die Band Gruppen wie Rise Against und Zebrahead auf deren Europatourneen. Auch spielten Man with a Mission erstmals auf dem Tuska Open Air Metal Festival in Finnland. Im Folgejahr spielte die Gruppe im Rahmen ihrer ersten Headliner-Europatour abermals auf dem Tuska Festival.

### Chasing the Horizon
Am 25. Januar 2017 veröffentlichte die Gruppe mit Dead End in Tokyo ein Lied, das in einer Zusammenarbeit mit Patrick Stump von Fall Out Boy entstand und als Titellied zum Kinofilm Shinjuku Swan II fungiert. Im Juni erschien mit Dog Days ein weiteres Lied, welches als musikalische Untermalung für einen Werbespot für das Dry-Zero-Bier der Marke Asahi genutzt wurde. Zudem steuerte die Band mit den Liedern My Hero und Find You den musikalischen Vorspann zum Anime Inuyashiki bzw. dem Abspann des Realfilms Anonymous Noise bei. Zwischen dem 7. und 11. Oktober 2017 spielte die Gruppe gemeinsam mit Stone Sour und Steel Panther vier Konzerte in den Vereinigten Staaten.
Im Februar des Jahres 2018 veröffentlichte die Gruppe mit Freak It! ein Lied, das durch eine musikalische Zusammenarbeit mit dem Tokyo Ska Paradise Orchestra entstand und zur Hymne der japanischen Super-Rugbymannschaft Sunwolves wurde. Zur gleichen Zeit befand sich die Gruppe auf Konzertreise durch das Vereinigte Königreich mit der britischen Rockband Don Broco. Sechs Tage nach der Veröffentlichung ihrer Single Take Me Under/Winding Road am 18. April 2018 kündigte die Band die Herausgabe ihres fünften Studioalbums Chasing the Horizon für Juni an, welches im August gleichen Jahres erstmals eine internationale Veröffentlichung durch Century Media erhielt. Das britische Musikmagazin Kerrang! kürte Chasing the Horizon zum Album der Woche.
Das Lied Break the Contradictions wurde als Titellied für das Wrestling-Turnier G1 Climax der New Japan Pro-Wrestling genutzt. Im Februar und März 2019 tourte die Gruppe erneut durch Europa.

### Zehnjähriges Bestehen
Das Jahr 2020 sollte im Zeichen des zehnjährigen Bestehen der Gruppe stehen. Man with a Mission planten die Austragung eines eigenen Musikfestivals unter dem Titel THE MISSION, welches aber im Zuge der COVID-19-Pandemie in Japan letztendlich abgesagt werden musste. Stattdessen spielte die Gruppe am 28. August gleichen Jahres ein Konzert im ZEPP in Tokio, welches als Livestream übertragen wurde.
Zudem kündigte die Band die Herausgabe dreier Best-of-Alben an: Das erste dieser Alben, MAN WITH A “B-SIDES & COVERS” MISSION, erschien am 1. April 2020, gefolgt von MAN WITH A “REMIX” MISSION im Mai und MAN WITH A “BEST” MISSON im Juli gleichen Jahres. Die ersten beiden Best-of-Alben erreichten jeweils Platz eins der heimischen Albumcharts, während MAN WITH A “BEST” MISSION diesen knapp verpasste. Letzteres Best-of-Album erhielt eine Goldene Schallplatte in Japan. Zudem veröffentlichte die Band mit Telescope, All You Need und Evergreen zwischen Oktober und Dezember 2020 je eine Single, die zu einer Trilogie gehören und mit einem dazugehörigen Livestream-Konzert vorgestellt wurden.

### Break and Cross the Walls IundII
Am 10. Februar 2021 erschien mit One Wish eine neue EP. Die Gruppe produzierte das Lied Into the Deep, welches als Titellied der japanischen Version des Films Godzilla vs. Kong diente. Von März bis Mai 2021 absolvierte die Band sechs Konzerte im Rahmen der One Wish Tour.
Im Oktober 2021 kündigten die Musiker die Herausgabe ihres sechsten Studioalbums Break and Cross the Walls für den 24. November an, welches im Januar 2022 bei JPU Records außerhalb Japans erschien. Dem folgte am 25. Mai 2022 das siebte Album Break and Cross the Walls II. Auf diesen befindet sich das Lied Between Fiction and Friction II, für welches die Gruppe ihre Fans weltweit gebeten hat, eine eigene Botschaft des Friedens aufzunehmen und der Band zuzusenden. Ausgewählte Aufnahmen sind in diesem Stück zu hören. Im Oktober und November 2022 spielte die Gruppe im Rahmen der Break and Cross the Walls Tour vier Konzerte in Japan.
Im Rahmen einer Zusammenarbeit mit dem Videospiel-Franchise Final Fantasy waren die Mitglieder im Smartphone-Spiel Final Fantasy VII: The First Soldier als Bossgegner vertreten. Die Gruppe schrieb für diese Zusammenarbeit zudem das Lied The Soldier from the Start, welches im Spiel während der begrenzten Aktion zu hören war. Gemeinsam mit der japanischen Sängerin Milet nahm die Band das Lied Kizuna no Kiseki auf, welches im Vorspann zur dritten Staffel der Anime-Fernsehserie Demon Slayer zu hören ist. Gemeinsam interpretieren sie zudem mit Koi Kogare das Lied im Abspann zur Serie. Dieses wurde von Yuki Kajiura geschrieben, die sich auch für die Serienmusik der Anime-Fernsehserie verantwortlich zeigte.
Von Mai bis Juni 2023 tourt die Band durch die Vereinigten Staaten, das Vereinigte Königreich und mehrere Staaten auf dem europäischen Festland. Dabei absolviert die Gruppe zwei Festival-Auftritte, im Rahmen des Rock For People in Tschechien und dem Resurrection Fest in Spanien.

## Stil

### Auftreten
Die Musiker treten mit Wolfsmasken verkleidet auf. Bevor die Gruppe populär wurde, erdachten die Musiker eine fiktive Hintergrundgeschichte, die darum handelt, dass die Mitglieder als ultimative Lebensformen von Jimi Hendrix erschaffen wurden und aus diesem Grund die Masken tragen. In dieser Geschichte wird Hendrix als Gitarrendoktor und Meister-Wolfsbiologe beschrieben. Sie wurden jahrelang eingefroren und in der Antarktis versteckt. Während sie im gefrorenen Zustand verbrachten, hörten sie alle mögliche Musik aus der ganzen Welt, bevor sie später dank der Erderwärmung infolge des Klimawandels entkommen und die japanische Musikszene unsicher machen konnten.

### Musik
Die Musik von Man with a Mission wird als eine Mischung aus Rockmusik, Nu-Metal, Pop-Punk und melodischer Popmusik beschrieben, die wie die frühen Linkin Park gepaart mit Zebrahead und Billy Talent klingt. Laut Tobias Kreutzer, der das Album Chasing the Horizon für die Online-Plattform Metal.de rezensierte, decke die Gruppe ein breites musikalisches Spektrum von Hard Rock über Nu-Metal bis hin zum Dance-Pop ab, der phasenweise mit Foo Fighters und Billy Talent verglichen werden kann, an anderen Stellen wiederum an Marilyn Manson und Ozzy Osbourne erinnert.
Auch wurde die Musik der Gruppe mit Blind Channel verglichen, wobei Man with a Mission etwas sanfter herüber kommen. Das Lied Broken People aus dem Album Chasing the Horizon basiere auf dem Synth Rock und erinnere dabei an Gruppen wie Enter Shikari oder Crossfaith, wobei Man with a Mission ohne Metalcore-artige Breakdowns auskomme.

## Diskografie

### Studioalben
| Jahr | Titel Musiklabel                                                         | Höchstplatzierung, Gesamtwochen, AuszeichnungChartsChartplatzierungen (Jahr, Titel, Musiklabel, Platzierungen, Wochen, Auszeichnungen, Anmerkungen) | Anmerkungen                                                                 |
| Jahr | Titel Musiklabel                                                         | JP | Anmerkungen                                                                 |
| ---- | ------------------------------------------------------------------------ | --- | --------------------------------------------------------------------------- |
| 2011 | Man with a Mission Crown Stones                                          | JP28 Gold · (98 Wo.)JP | Erstveröffentlichung: 8. Juni 2011                                          |
| 2012 | Mash Up the World Crown Stones                                           | JP4 Gold · (60 Wo.)JP | Erstveröffentlichung: 18. Juli 2012                                         |
| 2014 | Tales of Purefly Sony Music Entertainment Japan                          | JP3 Gold · (39 Wo.)JP | Erstveröffentlichung: 12. März 2014                                         |
| 2016 | The World’s on Fire Sony Music Entertainment Japan                       | JP3 Gold · (44 Wo.)JP | Erstveröffentlichung: 10. Februar 2016                                      |
| 2018 | Chasing the Horizon Sony Music Entertainment Japan, Century Media        | JP2 Gold · (36 Wo.)JP | Erstveröffentlichung: 6. Juni 2018 (Japan); 10. August 2018 (weltweit)      |
| 2021 | Break and Cross the Walls I Sony Music Entertainment Japan, JPU Records  | JP2 (29 Wo.)JP | Erstveröffentlichung: 24. November 2021 (Japan); 28. Januar 2022 (weltweit) |
| 2022 | Break and Cross the Walls II Sony Music Entertainment Japan, JPU Records | JP4 (17 Wo.)JP | Erstveröffentlichung: 25. Mai 2022                                          |

### EPs
| Jahr | Titel Musiklabel                                                        | Höchstplatzierung, Gesamtwochen, AuszeichnungChartsChartplatzierungen (Jahr, Titel, Musiklabel, Platzierungen, Wochen, Auszeichnungen, Anmerkungen) | Anmerkungen                            |
| Jahr | Titel Musiklabel                                                        | JP | Anmerkungen                            |
| ---- | ----------------------------------------------------------------------- | --- | -------------------------------------- |
| 2011 | Trick or Treat Crown Stones                                             | JP15 (25 Wo.)JP | Erstveröffentlichung: 5. Oktober 2011  |
| 2012 | Welcome to the New World -Standard Edition- From Youth to Death Records | JP39 (47 Wo.)JP | Erstveröffentlichung: 14. März 2012    |
| 2021 | One Wish e.p. Sony Music Entertainment Japan, JPU Records               | JP4 (16 Wo.)JP | Erstveröffentlichung: 10. Februar 2021 |
| 2025 | XV e.p. Sony Music Entertainment Japan, JPU Records                     | — | Erstveröffentlichung: 12. März 2025    |

### Kompilationen
| Jahr | Titel Musiklabel                                                                  | Höchstplatzierung, Gesamtwochen, AuszeichnungChartsChartplatzierungen (Jahr, Titel, Musiklabel, Platzierungen, Wochen, Auszeichnungen, Anmerkungen) | Anmerkungen                            |
| Jahr | Titel Musiklabel                                                                  | JP | Anmerkungen                            |
| ---- | --------------------------------------------------------------------------------- | --- | -------------------------------------- |
| 2014 | Beef Chicken Pork Crown Stones                                                    | JP2 (15 Wo.)JP | Erstveröffentlichung: 12. Februar 2014 |
| 2015 | 5 Years 5 Wolves 5 Souls Crown Stones                                             | JP3 Gold · (78 Wo.)JP | Erstveröffentlichung: 1. Januar 2015   |
| 2020 | Man with a "B-Sides & Covers" Mission Sony Music Entertainment Japan, JPU Records | JP1 (20 Wo.)JP | Erstveröffentlichung: 1. April 2020    |
| 2020 | Man with a "Remix" Mission Sony Music Entertainment Japan, JPU Records            | JP1 (14 Wo.)JP | Erstveröffentlichung: 13. Mai 2020     |
| 2020 | Man with a "Best" Mission Sony Music Entertainment Japan, JPU Records             | JP2 Gold · (34 Wo.)JP | Erstveröffentlichung: 15. Juli 2020    |

### Singles
| Jahr | Titel Album                                      | Höchstplatzierung, Gesamtwochen, AuszeichnungChartsChartplatzierungen (Jahr, Titel, Album, Platzierungen, Wochen, Auszeichnungen, Anmerkungen) | Anmerkungen                                                                                               | [↑]: gemeinsam behandelt mit vorhergehendem Eintrag; [←]: in beiden Charts platziert |
| Jahr | Titel Album                                      | JP | Anmerkungen                                                                                               |                                                                                      |
| ---- | ------------------------------------------------ | --- | --- | ------------------------------------------------------------------------------------ |
| 2012 | Distance Mash Up The World                       | JP6 (15 Wo.)JP | Erstveröffentlichung: 4. April 2012                                                                       |                                                                                      |
| 2013 | Emotions Tales of Purefly                        | JP3 (16 Wo.)JP | Erstveröffentlichung: 20. Februar 2013                                                                    |                                                                                      |
| 2013 | Database Tales of Purefly                        | JP4 Gold (Digital) · (18 Wo.)JP | Erstveröffentlichung: 9. Oktober 2013 feat. Takuma of 10-Feet                                             |                                                                                      |
| 2015 | Seven Deadly Sins The World’s On Fire            | JP2 Gold (Digital) · (21 Wo.)JP | Erstveröffentlichung: 11. Februar 2015                                                                    |                                                                                      |
| 2015 | Raise Your Flag The World’s On Fire              | JP3 Platin (Digital) · (19 Wo.)JP | Erstveröffentlichung: 14. Oktober 2015                                                                    |                                                                                      |
| 2016 | Memories The World’s On Fire                     | JP17 (3 Wo.)JP | Erstveröffentlichung: 27. Januar 2016                                                                     |                                                                                      |
| 2017 | Dead End in Tokyo Chasing the Horizon            | JP5 (11 Wo.)JP | Erstveröffentlichung: 25. Januar 2017                                                                     |                                                                                      |
| 2017 | My Hero / Find You Chasing the Horizon           | JP2 (14 Wo.)JP | Erstveröffentlichung: 1. November 2017                                                                    |                                                                                      |
| 2018 | Take Me Under / Winding Road Chasing the Horizon | JP4 (11 Wo.)JP | Erstveröffentlichung: 18. April 2018                                                                      |                                                                                      |
| 2019 | Remember Me –                                    | JP6 Gold (Digital) + Gold (Streaming) · (13 Wo.)JP                                                                                             | Erstveröffentlichung: 5. Juni 2019                                                                        |                                                                                      |
| 2019 | Dark Crow –                                      | JP3 (14 Wo.)JP | Erstveröffentlichung: 23. Oktober 2019                                                                    |                                                                                      |
| 2020 | Change the World –                               | JP4 (4 Wo.)JP | Erstveröffentlichung: 1. Juli 2020                                                                        |                                                                                      |
| 2021 | Into the Deep Break and Cross the Walls I        | JP2 (15 Wo.)JP | Erstveröffentlichung: 9. Juni 2021                                                                        |                                                                                      |
| 2021 | Merry-Go-Round Break and Cross the Walls I       | JP2 (12 Wo.)JP | Erstveröffentlichung: 8. September 2021                                                                   |                                                                                      |
| 2023 | Kizuna no Kiseki Standalone                      | JP4 (29 Wo.)JP | Erstveröffentlichung: 31. Mai 2023 · feat. Milet · JP: Platin (Digital), + JP: ×2Doppelplatin (Streaming) |                                                                                      |
| 2023 | Koi Kogare 5am[JP: ↑]                            | JP4 (29 Wo.)JP | Erstveröffentlichung: 31. Mai 2023 · feat. Milet · JP: Gold (Digital)                                     |                                                                                      |